# Favoriten

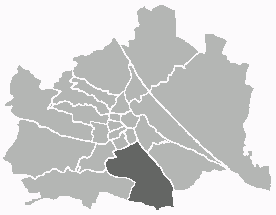
Poloha obvodu na mapě Vídně

Favoriten ( [fafoˈʀiːtən]) je 10. vídeňský obvod. Nachází se na jižním okraji Vídně, na jih od Vnitřního města, Wiedenu and Margareten. Favoriten je velmi hustě zalidněný obvod s množstvím obytných domů. Velký podíl mají obyvatelé z arabských zemí. Jsou zde však i velké parky a rekreační zóny.
V tomto obvodě o rozloze 31,8 km2 žilo k 1. lednu 2024 celkem 220 324 obyvatel.
Název obvodu pochází ze jména loveckého zámečku Favorita, předchůdce barokního komplexu soukromé internátní školy Theresianum ve 4. vídeňském okrese Wiedenu.

## Poloha
Favoriten sousedí na severozápadě s 12. obvodem, na jihozápadě s 23. obvodem, na severu se 4. a 5. obvodem, na severovýchodě s 3. obvodem a na východě s 11. obvodem.

## Historie
První dvůr zde bylvystavěn již ve 14. století. Favorita se nazýval lovecký zámeček, který dal zbudovat císař Matyáš v letech 1615–1625. Při obležení Vídně Turky roku 1683 byl vypálen. V letech 1687–1690 vystavěl Ludoivico Burnbacini na starých základech nový zámeček, který byl v letech 1720–1730 rozšířen o dvě křídla na císařskou letní rezidenci Habsburků. V ní se dochoval Zlatý kabinet a úmrtní pokoj císaře Karla VI. Marie Terezie dala přednost Schönbrunnu a roku 1746 Favoritu prodala jezuitům. Pro jejich institut s kolejí (Collegium nobilium) a knihovnou přestavěl zámecký stavební komplex Niccolo Pacassi. Když císařovna jezuitům darovala velkou knihovnu, byly objekty na její počest nazvány Tereziánská šlechtická akademie, viz heslo Tereziánská akademie ve Vídni. Po zrušení řádu jezuitů bylo učiliště přejmenováno na Savojskou šlechtickou akademii, dekretem Josefa II. roku 1783 zrušeno a císařem Františkem I. roku 1797 znovu zřízeno a předáno do správy piaristům, pro něž F. von Hohenberg upravil kapli archanděla s dosud dochovanou freskou od Petra Strudla. Dobře dochovaná je raně barokní francouzská zahrada, kterou navrhl Jean Trehet v letech 1690–1692, s Mřížovou branou (Gittertor) a mramorovou bustou císaře Leopolda I. v grottě. 
Barokní komplex staveb s klasicistními úpravami je zachován i díky tomu, že sem v roce 1907 přesídlila c. k. Rakouská Centrální komise pro výzkum a zachování uměleckých a historických památek. Patří do 4. obvodu Wieden, sídlí zde soukromá škola Theresianum s veřejnými právy. Odtamtud vedla dnešní Favoritenstrasse k „Favorithen-Thor“ v Linienwallu (vnější opevnění Vídně). Osada mimo zeď – zejména v průběhu výstavby jižní a východní železnice – se nazývala osada před linií Favoriten.
Tato osada byla součástí Wiedenu (4. obvod), který byl včleněn v roce 1850, ačkoli byl mimo opevnění, byl rozdělen podél Laxenburger Strasse mezi tento a nový 5. okres, Margareten, v roce 1861 a představován jako nový 10. okres v roce 1874. Hovorový výraz 10. úder pro oblíbené lze vysledovat zpět k tomuto vzniku okresu oddělením oblastí 4. a 5. okresu, které proběhlo takřka „jednou ranou“. [4]
V roce 1874 byla obec Favoriten připojena k Vídni jako její 10. obvod. Městská část se rychle rozrůstala díky průmyslové a související obytné výstavbě. Po 2. světové válce byla Vídeň rozdělena mezi Spojence a Favoriten se octl v Sověty okupovaném sektoru. V roce 1954 došlo k poslednímu rozšíření obvodu, když k němu byly připojeny bývalé vesnice Rothneusiedl, Oberlaa a Unterlaa.